# Torfeane, Borodeanka
Torfeane (în ucraineană Торф`яне) este un sat în comuna Kacealî din raionul Borodeanka, regiunea Kiev, Ucraina.

## Demografie
Componența lingvistică a localității Torfeane
     Ucraineană (100%)
Conform recensământului din 2001, toată populația localității Torfeane era vorbitoare de ucraineană (100%).